# Abernathy (Texas)
Abernathy es una ciudad ubicada en los condados de Hale y Lubbock en el estado estadounidense de Texas. En el Censo de 2010 tenía una población de 2805 habitantes y una densidad poblacional de 883,37 personas por km².

## Geografía
Abernathy se encuentra ubicada en las coordenadas 33°49′58″N 101°50′46″O / 33.83278, -101.84611. Según la Oficina del Censo de los Estados Unidos, Abernathy tiene una superficie total de 3.18 km², de la cual 3.17 km² corresponden a tierra firme y (0.24%) 0.01 km² es agua.

## Demografía
Según el censo de 2010, había 2805 personas residiendo en Abernathy. La densidad de población era de 883,37 hab./km². De los 2805 habitantes, Abernathy estaba compuesto por el 79.86% blancos, el 2.53% eran afroamericanos, el 0.68% eran amerindios, el 0.07% eran asiáticos, el 0% eran isleños del Pacífico, el 14.62% eran de otras razas y el 2.25% pertenecían a dos o más razas. Del total de la población el 47.7% eran hispanos o latinos de cualquier raza.